# Khorram Rūd (ort)
Khorram Rūd (persiska: خرم رود) är en ort i Iran.   Den ligger i provinsen Gilan, i den nordvästra delen av landet, 190 km nordväst om huvudstaden Teheran. Khorram Rūd ligger 1 384 meter över havet och antalet invånare är 166.
Terrängen runt Khorram Rūd är kuperad åt sydväst, men åt nordost är den bergig.Runt Khorram Rūd är det ganska tätbefolkat, med 155 invånare per kvadratkilometer. Närmaste större samhälle är Kūh Pas, 2,8 km norr om Khorram Rūd. Trakten runt Khorram Rūd består i huvudsak av gräsmarker.